# 筆

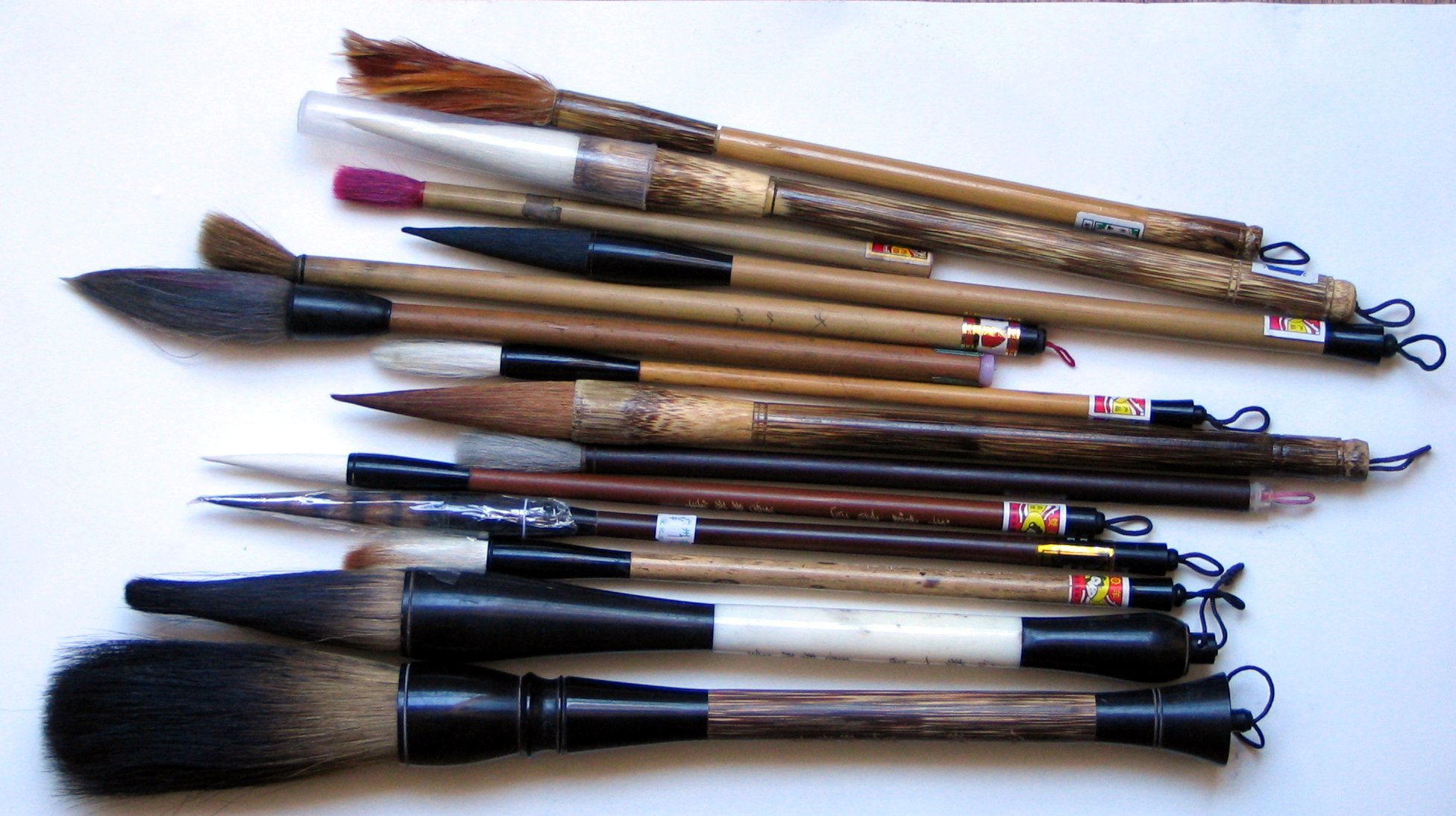
さまざまな筆

筆（ふで）とは、竹や木の軸の先に毛（繊維）の束を付けて、筆記、書画、化粧に用いるための道具。日本語で筆（ふで）という場合は一般的に本項で扱う毛筆（もうひつ）を指すが、字義としては鉛筆や万年筆のように広く筆記用具を表すこともある。

## 歴史

### 中国
中国の民間伝承では多少違いがあるもののの、紀元前223年頃に秦の将軍の蒙恬が発明したという言い伝えが残されている。蒙恬は楚の討伐のために出陣し、頻繁に戦報を書き送っていたが、従来の細い竹を使った筆記具が不便だと感じていた。ある日、蒙恬が狩猟に出た際、怪我をした動物が尻尾で血痕を残しながら逃げる様子を見たのがきっかけで、動物の毛で筆のような道具を作ったという。一部の書物も初めて筆を作った人物を秦の蒙恬であるとしており、『大平御覽』文部21巻の「筆」の項目には『博物誌』いわく「蒙恬造筆。」と記されている。
実際には秦の時代より前の時代（先秦時代）には筆のような筆記具は存在しており、戦国時代の思想家は多くの古典を残し、その中には既に「筆」の文字を使った文も含まれている。後漢の『説文解字』では戦国時代に一部の国で使われた「筆」を意味する「聿」の文字で収録され、書写道具であり、楚では「聿」、呉では「不律」、燕では「弗」といわれたとしている。
考古学上も1955年に陝西省西安半坡遺跡から出土した仰韶文化時代の「人面魚紋彩陶盆」と命名された陶磁器の模様は、筆また筆のような道具で描かれたと推測されている。ただし、先秦時代の古典にみられる文字は、秦の時代の筆のような道具とは異なる道具も使われていたと考えられている。

### 日本
筆が日本に伝来した時期については諸説あり定かでない。一説には百済の王仁が日本に来た際に同時に伝来したという。有力な説は空海が唐で製筆技術を習得して持ち帰ったとするもので、それに端を発して奈良筆の製造が始まったという。
日本に現存する最古のものは「天平筆（雀頭筆）」であるとされており、正倉院に残されている。

## 種類

### 用途による分類
用途では筆記や習字に使う毛筆、絵を描くための画筆、化粧のための化粧筆などに分けられる。

### 筆管の径による分類
書筆や画筆は筆管の太さで号数が定められている。俗に太筆や細筆、大筆や小筆と区分されることもある。

### 穂の長短による分類
穂の長さにより超長鋒（柳葉）、長鋒、中鋒、短鋒、超短鋒（雀頭筆）に分けられる。このほかに面相筆、底紋筆、連筆などがある。

### 製筆法による分類
巻筆（紙巻筆）
紙（薄書院紙）と獣毛を交互に巻いて作られたもの。中国では清の時代まで使用された。日本で最も古い筆も巻筆であるが、製造も使用もほとんどされなくなっている。
固め筆（糊固筆、水筆）
穂をふのりで固めた筆で、扱いやすい位置まで捌いて使う。
捌き筆（散毛筆）
穂をふのりで固めておらず刷毛のように散毛状態のままの筆。
真書筆
少量の毛を筆芯にして軸を重ねたもの。
籠巻筆
鋒首を金網で巻いたもの。
連筆（合筆）
一本の筆を数本まとめて作るもの。

### 柔剛による分類
剛毛筆
タヌキやウマなど毛が硬いもの。
柔毛筆
ヒツジやネコなど毛が柔らかいもの。
兼毫筆（兼毛筆）
剛毛と柔毛の数種類の毛をまぜて、弾力をもたせて適度に書きやすくしたものを兼毫（けんごう、兼毛とも）と言う。軸毛を剛毛、周囲を柔毛としたものもある。

### 原毛による分類

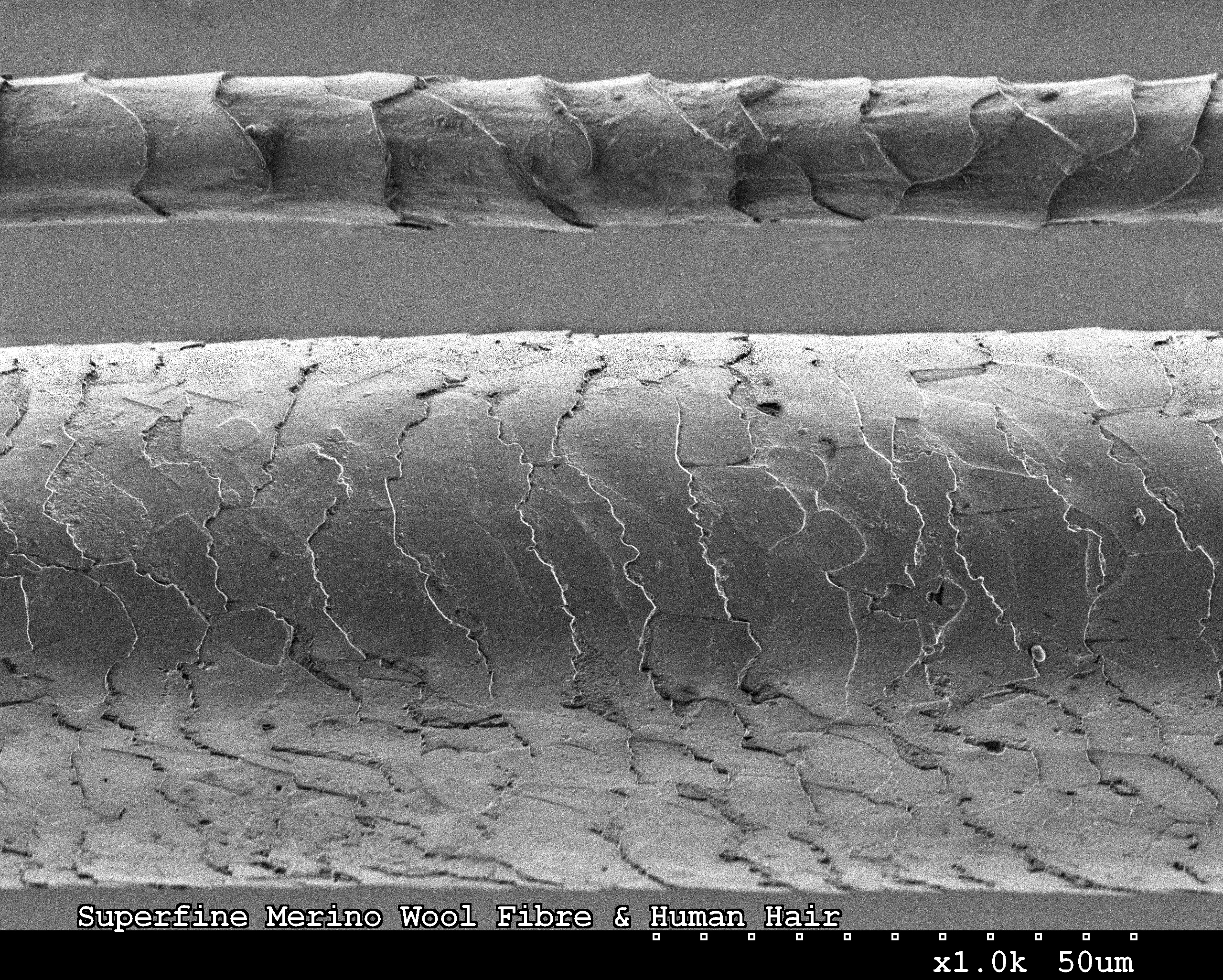
電子顕微鏡で観察した羊毛（上）と人毛（下）の表面

動物の毛を用いたものが一般的で、獣毛筆には鼠毛（ネズミ）、狸毛（タヌキ）、貂毛（テン）、兎毛（ウサギ）、狐毛（キツネ）、羊毛（ヒツジ）、猫毛（ネコ）、栗鼠毛（リス）、鹿毛（シカ）、山馬毛などがある。また、鳥毛筆には鶏毛（ニワトリ）、雉毛（キジ）、鶴毛（ツル）、孔雀毛（クジャク）、鴛鴦毛（オシドリ）などがある。このほかに竹筆、藁筆、草筆、蓮筆、筆草、人毛筆など特殊なものもある。
コリンスキーセーブル筆
チョウセンイタチ(コリンスキーセーブル)の尾にある毛を原毛として使った高級毛筆。イギリス王室からの依頼で文具メーカーのウィンザー・アンド・ニュートンなどが制作している。
根朱筆（ねじふで）
特定環境にいるクマネズミの背中にある水毛を使用した筆。滋賀県の琵琶湖畔にいるクマネズミの毛が使用されていたが、護岸工事などで生息環境が変わってしまい入手困難となっている。
狸毛
白狸毛と黒狸毛があり、白狸の方が上質。筆の達人である空海（弘法大師）が中国で得た製筆法を著した『狸毛筆奉献表』などにもみられる。
胎毛筆
胎毛（赤ちゃんの生まれて始めて切ったものを言い、毛先が切られていないもの）を使用したもので、誕生祝いや百日祝いなどに、赤ちゃんの成長を願って記念品として作り、本人や、祖父母などに贈るものである。中国の伝統を起源とする説があるが、2006年以前の中国ではあまり聞かれない風習であった。

## 産地

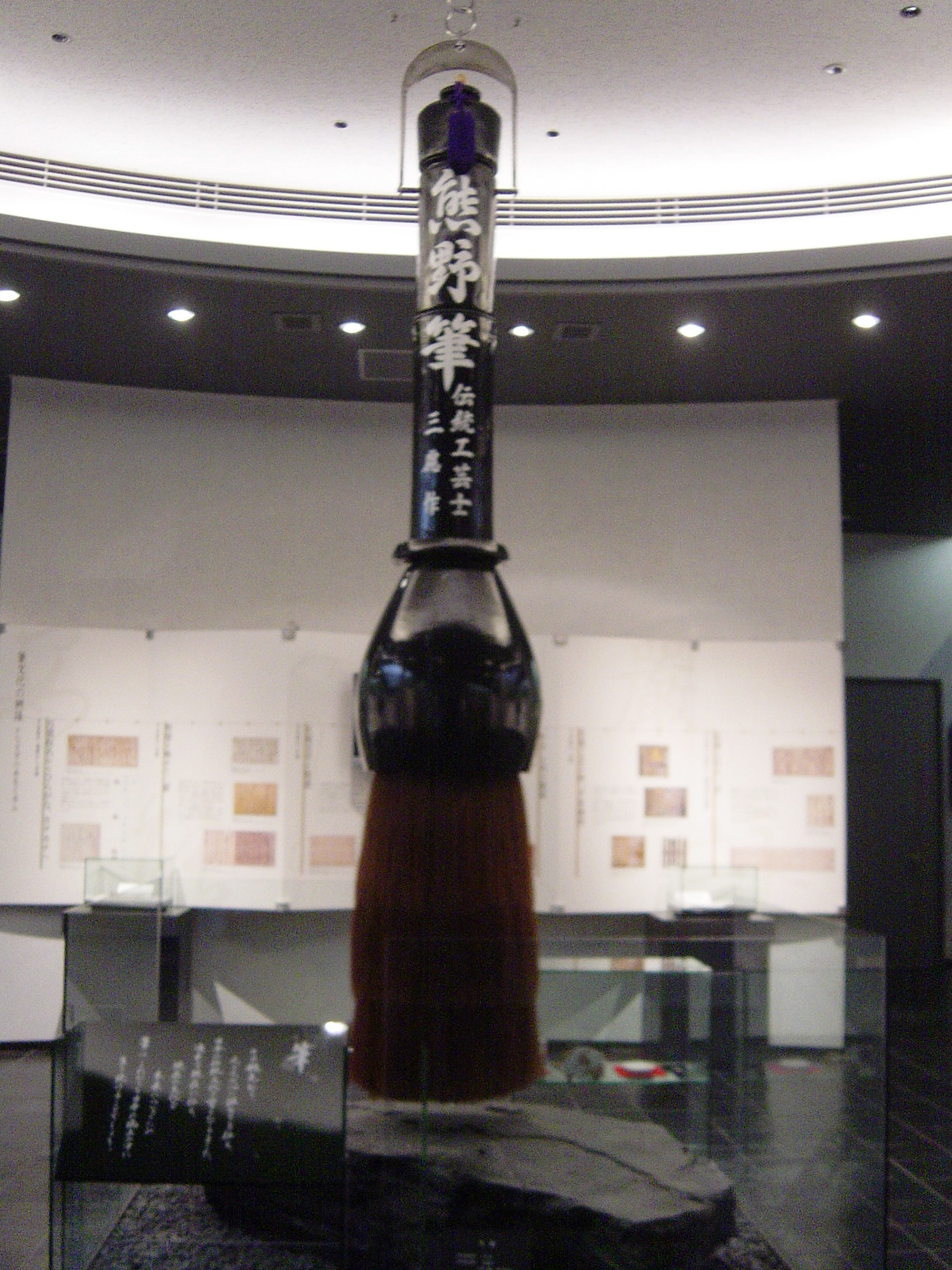
巨大熊野筆

京都市、東京都、広島県の熊野町（熊野筆）、呉市（川尻筆）、奈良県（奈良筆）、愛知県の豊橋市（豊橋筆）、宮城県の仙台市（仙台御筆）、などが有名な産地である。
特に伝統工芸品として経済産業省に認定されているのは、
- 豊橋筆 愛知県豊橋市
- 奈良筆 奈良県奈良市、大和郡山市
- 熊野筆 広島県熊野町
- 川尻筆 広島県呉市川尻町（旧豊田郡川尻町）

である。
経済産業大臣指定伝統的工芸品も参照のこと。
中国においては、浙江省呉興県善璉鎮の「湖筆」が最も名高い。

## 筆の使用法
用途では筆記や習字に使う毛筆、絵を描くための画筆、化粧のための化粧筆などに分けられる。

### 毛筆
小筆の穂先は特に繊細なため、陸（墨を磨る部分）で穂先をまとめるために強くこすりつけることは極力避ける。墨などで固まった穂先を陸にこすりつけて、柔らかくしようとすることは絶対にしてはならない。硯は固形墨を磨（す）るためのヤスリであり、墨液が潤滑の働きをするとは言え、そのヤスリにこすりつけることは穂先を硯で磨ることと同じであり、穂先をひどく傷めてしまうからである。大筆も硯の陸の部分で毛をこすりつけないこと。大作を作る時などは、墨磨り機などで磨った墨をプラスチックや陶器の容器に移し替えて使うことが多い。

### 画筆
以下のような種類がある。
線描筆
細い線を引くときに使用される。則妙筆(そくみょうふで)、削用筆（さくようふで）、面相筆（めんそうふで）の3種に分けられる。面相筆は人物の顔や表情を描くのに用いられたことに由来する。
隈取筆、ぼかし筆
墨汁や顔料をぼかすための筆。
付立筆、附立筆、没骨筆

## 文化

### 字義
日本語の「筆」の字は「ふで」と訓読する場合は通常毛筆を指しつつ、この字は鉛筆や万年筆など他の筆記用具にも用いられている。一方、中国語では「筆（笔）」自体が字や絵をかく道具全般を意味するように変化し、本来の「筆」のほうは「毛筆」という語彙に取って代わられている。

### 筆にまつわる言葉
慣用句
- 筆がすべる - 書かなくて良いこと、書いてはいけないことをつい書いてしまうこと。「口がすべる」に等しい。
- 筆がたつ - 文章を書くことが上手いこと。
- 筆にまかせる - 深い推敲などをせず、思うまま、勢いのままに文章を書くこと。
- 筆をおく - 文章を書き終えること。また、文筆家が書くことを辞めることもいう。
- 筆を折る - 文筆家が書くことを辞めること。「筆をおく」に比べて辞めることを強調する場合に使われる。
- 筆下ろし - 新品の筆を使い始めること。それにちなみ、初めて物事に臨むことや男性が童貞を卒業することを指す。

故事・ことわざ
- 弘法筆を選ばず（こうぼうふでをえらばず）
- 弘法も筆の誤り（こうぼうもふでのあやまり）
- 意到随筆（いとうずいひつ） - 自らの意のままに文章が書けるということ。
- 椽大の筆（てんだいのふで） - 「晋書王珣伝」より、すぐれた文章の美称。椽大とは垂木のような大きな立派なという意。
- 燕頷投筆（えんがんとうひつ）
- 口誅筆伐（こうちゅうひつばつ） - 文や言葉で批判や攻撃を行うこと。